# Schouweiler
Schouweiler (franska) (luxemburgiska: Schuller lyssna (fil), tyska: Schuweiler) är en ort i kantonen Capellen i sydvästra Luxemburg. Den är huvudort i kommunen Dippach och ligger cirka 13 kilometer sydväst om staden Luxemburg. Orten har 1 607 invånare (2022).